# Józef Ścibor
Józef Ścibor (ur. 20 stycznia 1930 w Kobierzynie, zm. 3 czerwca 2017 w Tuchowie) – polski duchowny rzymskokatolicki, redemptorysta (CSsR), profesor nauk teologicznych, profesor Katolickiego Uniwersytetu Lubelskiego Jana Pawła II, specjalista w zakresie choralistyki, muzykologii, teorii i historii muzyki średniowiecznej.

## Życiorys
Był synem Pawła i Heleny z domu Tokarska. W latach 1943–1947 był uczniem gimnazjum przy klasztorze redemptorystów w Krakowie. W 1947 został członkiem zakonu redemptorystów, śluby zakonne złożył 2 sierpnia 1948. W 1949 uzyskał świadectwo dojrzałości w Liceum Ogólnokształcącym Redemptorystów w Toruniu. W latach 1950–1956 studiował w Wyższym Seminarium Duchownym Redemptorystów w Toruniu i Tuchowie. Sakrament święceń przyjął 19 czerwca 1955. Odbył studia w Instytucie Muzykologii Kościelnej Katolickiego Uniwersytetu Lubelskiego (1956–1959) i w Państwowej Wyższej Szkole Muzycznej w Warszawie (1960–1964), w której to uczelni uzyskał w 1964 tytuł magistra sztuki. W 1965 otrzymał tytuł magistra i licencjata na Wydziale Teologii Katolickiego Uniwersytetu Lubelskiego Jana Pawła II. Został zatrudniony na tym wydziale w Instytucie Muzyki Kościelnej. Tam też w 1973 na podstawie rozprawy pt. Chorał Cystersów w świetle ich traktatów z XII w. napisanej pod kierunkiem Józefa Michała Chomińskiego otrzymał stopień naukowy doktora nauk teologicznych w zakresie muzykologii. W 1977 mianowano go adiunktem w Katedrze Chorału Gregoriańskiego KUL. W 1991 na podstawie dorobku naukowego i monografii pt. Geneza struktur modalnych w świetle traktatów Musica Enchiriadis i Commemoratio Brevis uzyskał stopień doktora habilitowanego. Od 1991 był kierownikiem Instytutu Muzykologii KUL, a od 1992 pełnił funkcję kierownika Katedry Teorii i Historii Muzyki Średniowiecznej. W 2001 prezydent RP nadał mu tytuł profesora nauk teologicznych.
6 czerwca 2017 został pochowany na cmentarzu w Tuchowie.